# Pleurothyrium arcuatum
Pleurothyrium arcuatum är en lagerväxtart som beskrevs av Van der Werff. Pleurothyrium arcuatum ingår i släktet Pleurothyrium och familjen lagerväxter. Inga underarter finns listade i Catalogue of Life.